# Marius-Dumitru Șopterean
Marius-Dumitru Șopterean (n.  07.02.1964 la Cluj-Napoca) este un regizor și scenarist român. 

## Filme regizate de Marius Dumitru Șopterean
- Marea integrare (2007)
- Jurnalul unui păpușar de provincie (1994)
- Autoportret (1988) - în acest film este și actor

## Alte filme a căror scenarii au fost scrise de el
- Meditația (1997)
- Lumina (1996)
- Ploaia (1996) [1]